# Playa del Enguilo
La playa del Enguilo se ubica en el occidente del Principado de Asturias (España), en el concejo de Valdés y pertenece a la localidad de Villar. Forma parte de la Costa Occidental de Asturias y está enmarcada en el Paisaje Protegido de la Costa Occidental de Asturias.

## Descripción
Tiene forma de concha, la longitud media es de unos 140-150 m y una anchura media de unos 15 m. Su entorno es residencial, con un grado de peligrosidad es alto y una ocupación muy baja. El lecho es de arena de grano oscuro y tamaño medio.
Debido a la dificultad de bajar a pie por los acantilados tan verticales, el mejor acceso es por mar. Para llegar a esta playa hay que tomar como referencia el camping próximo a Villar y Luarca, que está bien señalizado, debiendo dejar aparcado el vehículo en las inmediaciones de este. Hay que recorrer unos 800 m en paralelo a la finca situada más a la izquierda del camping a través de los prados hasta llegar a la playa. Una vez llegados hay que tener gran precaución al acercarse a los acantilados que en varios sitios no están claramente delimitados ni a la vista debido a la hierba y maleza. No tiene ningún servicio.